# Bastøy
Bastøy es una isla ubicada en el fiordo de Oslo, a 75 kilómetros al sur de la capital de Noruega.
Se encuentra dentro del municipio de Horten, pero está administrada directamente por el gobierno central como parte de la prisión de Bastøy.

## Historia

### Internado
Entre 1900 y 1953 funcionó en la isla un internado, administrado por el Estado, para jóvenes de bajos recursos con problemas de conducta. La mayoría de los pupilos eran huérfanos o fueron abandonados por sus padres; tenían entre 8 y 18 años. Las condiciones de vida en el internado eran muy difíciles. El 21 de mayo de 1915 los jóvenes realizaron una rebelión que fue reprimida utilizando a las fuerzas armadas; intervinieron soldados, aviones de combate, lanchas torpederas y un submarino.
Las malas condiciones de vida y los abusos que sufrían los pupilos tomaron estado público y provocaron un gran debate en la sociedad noruega. El estado reforzó los controles sobre el instituto y se modificó el régimen de castigos. A principios de la década de 1950 el internado se transformó en una escuela de varones que funcionó hasta el 1 de octubre de 1970.

### Prisión
Desde 1984 funciona una prisión que ocupa la mayor parte de la isla. La prisión se construyó con el objetivo de aliviar la situación de saturación que tenían las prisiones noruegas. Con el tiempo se instituyó un modelo de prisión semiabierta donde los prisioneros se mueven con bastante libertad dentro de la isla. Viven en cabañas y trabajan en granjas y talleres. La convictos que pasan por la prisión de Bastøy tienen uno de los índices de reincidencia más bajos de Europa.

## Faro Bastøy
Un comité de expertos recomendó construir un faro en la isla, en su extremo noreste. El faro se encendió en 1840 y funcionó hasta 1896. En 1918 se construyó un nuevo faro en los mismos terrenos. El faro tiene una torre de mampostería e instalaciones auxiliares con personal permanente. Funcionó hasta 1986 cuando fue reemplazado por una baliza.